# Instituto Memória Musical Brasileira
O Instituto Memória Musical Brasileira (IMMuB) é uma organização não governamental, sediada em Niterói, Rio de Janeiro, que é voltada para a pesquisa, preservação e promoção da Música Popular Brasileira. Sua missão consiste em documentar, catalogar e divulgar o acervo musical brasileiro, passado e presente, através da manutenção e atualização de um banco de dados virtual. O resultado é um dos maiores arquivos online de informações, sons e imagens da discografia brasileira, disponível na internet para consultas gratuitas.
Fundado em 2006, o IMMuB conseguiu mapear e catalogar quase 83 mil discos produzidos no país. Isto equivale a aproximadamente 580mil fonogramas, reunindo mais de 92 mil compositores e intérpretes. Fruto de 25 anos de pesquisa, a catalogação abrange toda a história da música brasileira, desde a primeira gravação em 1902 até os lançamentos mais recentes. O acervo segue em constante expansão, recebendo centenas de discos, capas e músicas mensalmente. 
Até 2017, o IMMuB tinha cerca de 30 mil LPs, 32mil discos 78 rpm, 12 mil CDs, 7 mil compactos, mais de 110 mil músicas para ouvir (não pode ser feito download) e mais de 25 mil capas, contracapas e encartes para consultar. Os áudios são disponibilizados em baixa qualidade, apenas para servir como referência para que o pesquisador identifique a canção desejada. Ainda assim, o IMMuB contribui mensalmente com o ECAD.
Além da pesquisa discográfica, o Instituto detém outro banco de dados com 25 mil partituras da Banda do Corpo de Bombeiros do Estado do Rio de Janeiro. Assim, é possível imprimir gratuitamente milhares de arranjos completos, com notação musical original, incentivando o estudo musical, a perpetuação destas partituras, a formação e incentivo das bandas de música espalhadas pelo Brasil. 
Todo este material pode ser pesquisado gratuitamente no site da instituição.
O IMMuB também atua como produtora cultural. Seu currículo inclui a realização de diversos projetos como shows, livros, CDs e DVDs, somados a eventos de grande porte como Salão da Leitura de Niterói (2012), um evento que reuniu cerca de 100 atividades como lançamentos, palestras, recitais, espetáculos e debates com o objetivo de promover a leitura em seu sentido mais amplo, e Niterói – Encontro com América do Sul (2011), projeto que trouxe uma programação cultural com centenas de atividades, dentre shows, artes cênicas, audiovisual, oficinas e debates, com representantes de praticamente todos os países sul-americanos. 
O IMMUB trabalha em parceria com diversas organizações como a Imprensa Oficial do Estado do Rio de Janeiro, a PUC do Rio de Janeiro, a Fundação de Artes de Niterói, o Instituto Moreira Salles (IMS), o Museu da Imagem e do Som (MIS - RJ), a Funarte, o Oi Futuro, o Circo Voador e várias gravadoras como Biscoito Fino, Warner e selo Porangareté.

## Portal de notícias
Desde o lançamento da nova plataforma em junho de 2017 o site tornou-se um portal de notícias da música brasileira. Nele são publicados artigos exclusivos de jornalistas, músicos e pesquisadores da música brasileira, bem como notícias sobre eventos, lançamentos e artistas da música nacional. A equipe do IMMuB aceita sugestões de pauta e os interessados podem enviar o material para pauta.immub@gmail.com com o conteúdo e imagens. Este espaço visa democratizar a divulgação dos artistas e acontecimentos do universo musical brasileiro.